# Malamute de l'Alaska
Pour les articles homonymes, voir Malamute.
Le malamute de l'Alaska est une race de chiens originaire d'Alaska.

## Lignée
Bien qu'on pense que les premiers chiens soient arrivés en Amérique il y a 12 000 ans, les hommes et leurs chiens ne se sont installés dans l'Arctique qu'avec l'arrivée du peuple Paleo-Eskimo il y a 4 500 ans, suivis par le peuple Thule il y a 1 000 ans, tous deux originaires de Sibérie. On pense que les Malamutes ont été élevés par le peuple Malimiut Inupiaq de la région Norton Sound d'Alaska.
Le Malamute a été identifié comme une race basale qui précède l'émergence des races modernes au XIXe siècle. Une étude de 2013 a montré que le Malamute d'Alaska a une origine est-asiatique similaire, mais n'est pas clairement lié, au Chien du Groenland et au Chien esquimau canadien, mais contient un possible métissage du Husky sibérien.
En 2015, une étude utilisant plusieurs marqueurs génétiques a indiqué que le Malamute, le Husky sibérien et le Alaskan husky partageaient une relation génétique étroite entre eux et étaient apparentés aux chiens de traîneau de Tchoukotka de Sibérie. Ils étaient distincts des deux chiens Inuit, le Chien esquimau canadien et le Chien du Groenland. En Amérique du Nord, le Malamute et le Husky sibérien avaient tous deux conservé leur lignée sibérienne et avaient contribué de manière significative à l'Alaskan husky, qui montrait des preuves de croisement avec des races européennes, ce qui était cohérent avec la création de cette race dans l'Amérique du Nord post-coloniale. L'ADN extrait d'un chien vieux de 9 500 ans, Zhokhov, nommé d'après l'île sibérienne, a été trouvé pour avoir partagé un ancêtre commun avec le chien de traîneau du Groenland, le Malamute d'Alaska et le Husky sibérien.

## Apparence

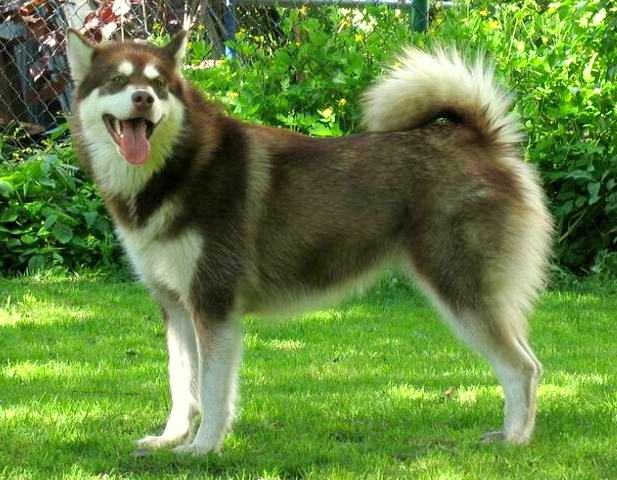
Femelle Malamute d'Alaska rouge et blanche.

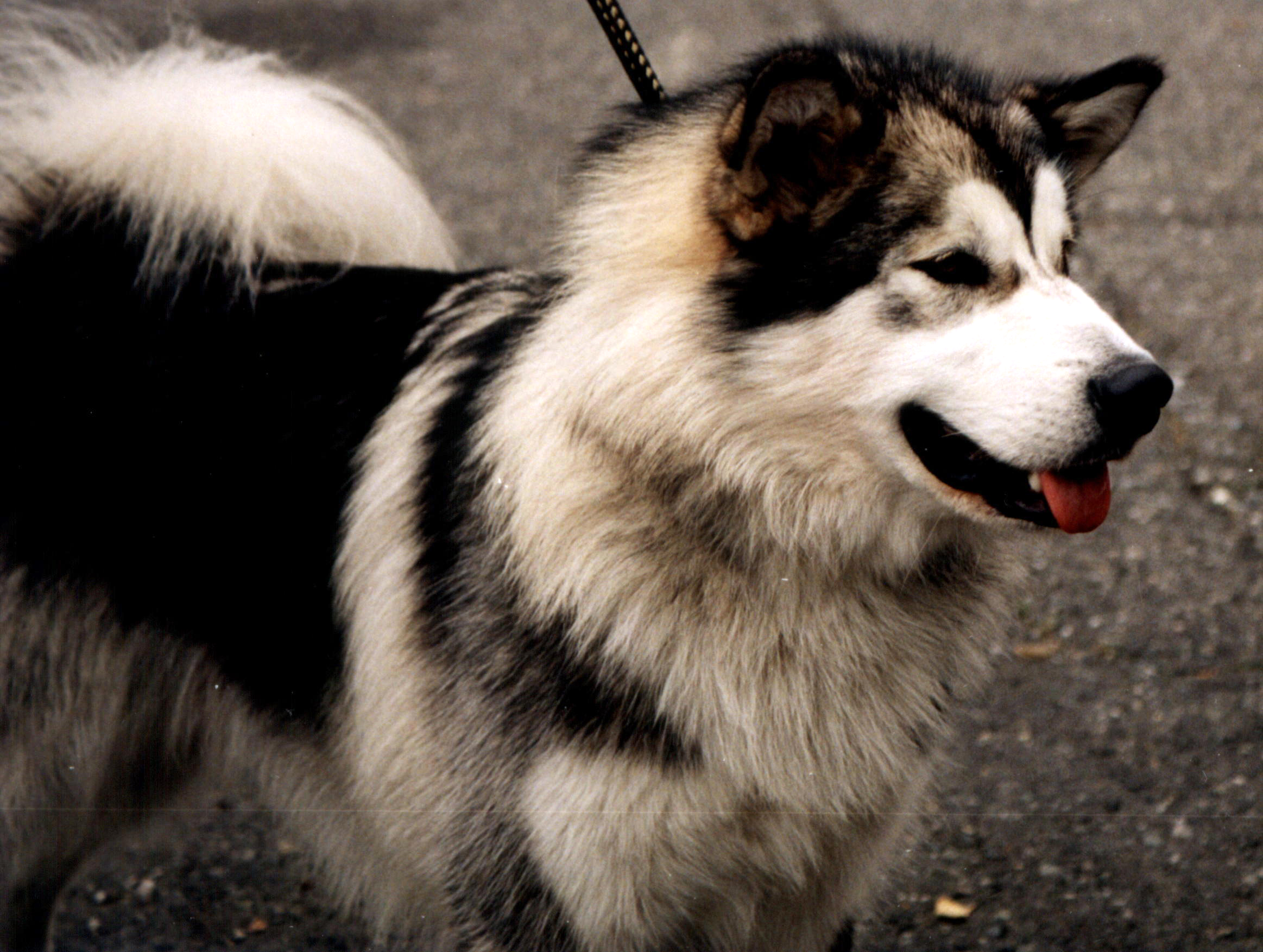
Malamute d'Alaska avec un pelage noir et blanc en selle.

Le standard de race du American Kennel Club (AKC) décrit une gamme naturelle de tailles, avec une taille souhaitée de 23 inches (58 cm) de hauteur et 75 pounds (34 kg) pour les femelles, 25 inches (64 cm) de hauteur et 85 pounds (39 kg) pour les mâles. Des individus plus lourds (90 lb (41 kg)) et des chiens de moins de 75 pounds (34 kg) sont couramment observés. Il existe souvent une différence de taille marquée entre les mâles et les femelles. Des poids dépassant 100 pounds (45 kg) sont également observés.
Le pelage du Malamute d'Alaska est un double manteau. Le sous-poil a une texture huileuse et laineuse et peut mesurer jusqu'à deux pouces d'épaisseur. Le poil de garde extérieur est grossier et se dresse sur le corps, plus long au garrot mais pas plus d'un pouce sur les côtés du corps. Les oreilles sont petites par rapport à la tête et restent fermement dressées lorsqu'elles sont attentives. Le Malamute d'Alaska est un chien lourd, avec une nature et une structure plus imposantes que le Husky sibérien, qui est élevé pour la vitesse. Le Malamute d'Alaska est élevé pour la puissance et l'endurance, qui sont sa fonction originelle et ce que le standard de la race exige des éleveurs de Malamute d'Alaska.
Les couleurs habituelles sont diverses nuances de gris et blanc, sable et blanc, noir et blanc, phoque et blanc, rouge et blanc, ou blanc uni. Il existe une grande variété de marques dans la race, y compris des marques faciales, des flammes, une tache à la nuque, et un collier ou demi-collier. Le blanc est souvent la couleur prédominante sur le corps, certaines parties des jambes, des pieds, et une partie des marques du visage. En termes de variantes de couleur, certains Malamutes présentent une nuance gris foncé à fauve autour de leurs garnitures et zones blanches, présentant un gène lié à la couleur connu sous le nom de Agouti. Deux allèles agouti, avec la possibilité d'un troisième, semblent être trouvés chez les Malamutes : aw (Motif Agouti ou Motif Loup/Sauvage), at (Motif Point Tan ou Motif Noir), et awat (Agouti hétérozygote ou Agouti foncé).
Les yeux du Malamute d'Alaska sont en forme d'amande et sont de différentes nuances de brun ; cependant, l'œil plus foncé est préféré. Les Malamutes d'Alaska de race pure n'auront pas les yeux bleus. La constitution physique du Malamute est compacte et forte avec de la substance, des os et des pieds en raquette.
Selon le standard de race de l'AKC, la queue du Malamute est bien fournie en poil et est portée sur le dos comme une plume ondulante. Les queues en tire-bouchon sont parfois observées, mais sont considérées comme un défaut dans le standard de race de l'AKC (une queue en tire-bouchon est couramment observée chez l'Akita). Les queues bien fournies des Malamutes les aident à se tenir au chaud lorsqu'ils se recroquevillent dans la neige. On les voit souvent enrouler la queue autour de leur nez et de leur visage, ce qui les protège probablement contre les intempéries, comme la neige soufflante. Leurs oreilles sont généralement dressées, en forme de coin, petites par rapport à la tête et placées sur le côté du crâne. Le museau est profond et large, se rétrécissant légèrement du crâne au nez. Le nez et les gencives sont noirs, mais certains Malamutes ont un "nez de neige", qui est noir avec une nuance rose qui peut foncer ou s'éclaircir selon la saison.

## Tempérament

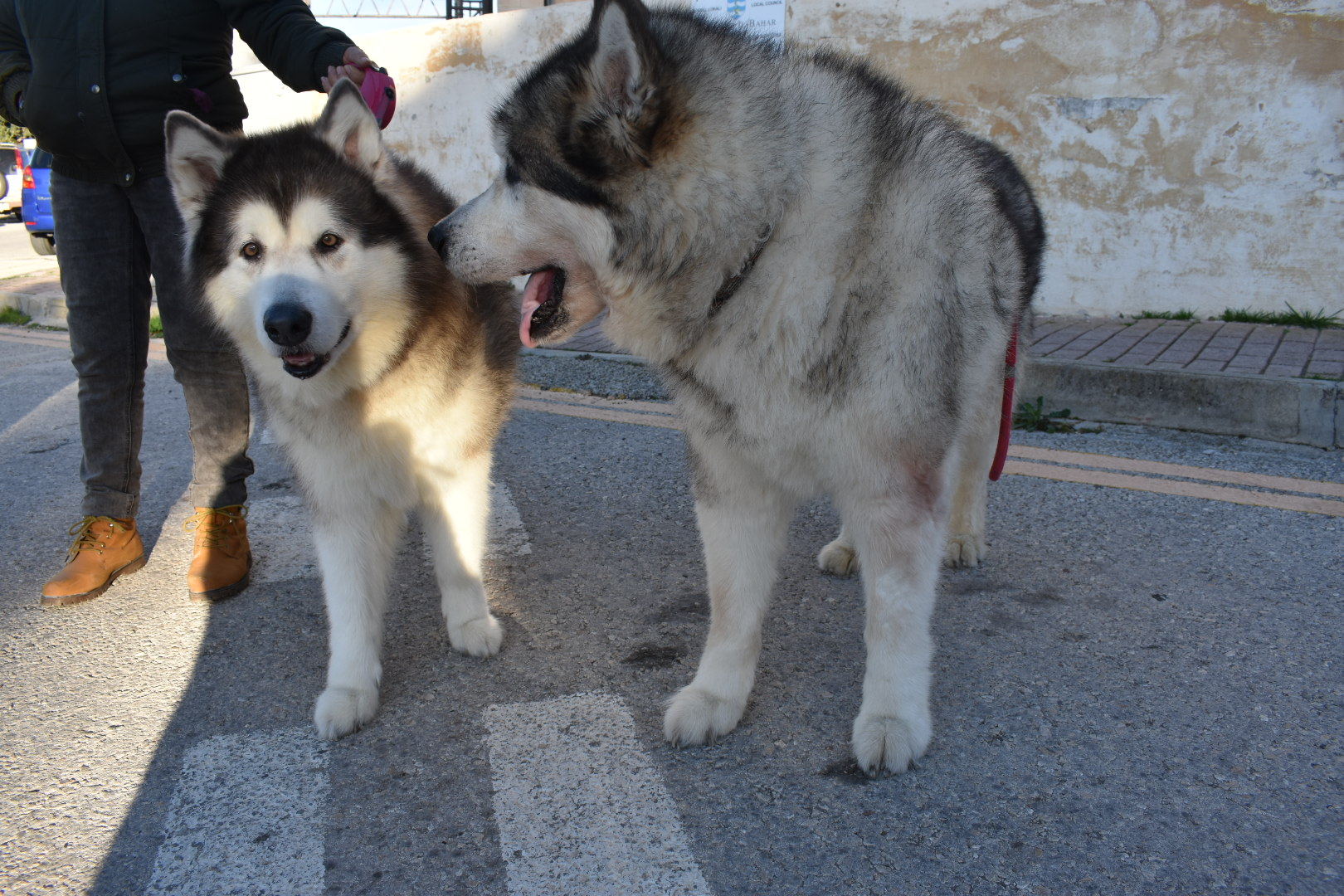
Frère et sœur Malamute d'Alaska ; femelle (à gauche) et mâle (à droite).

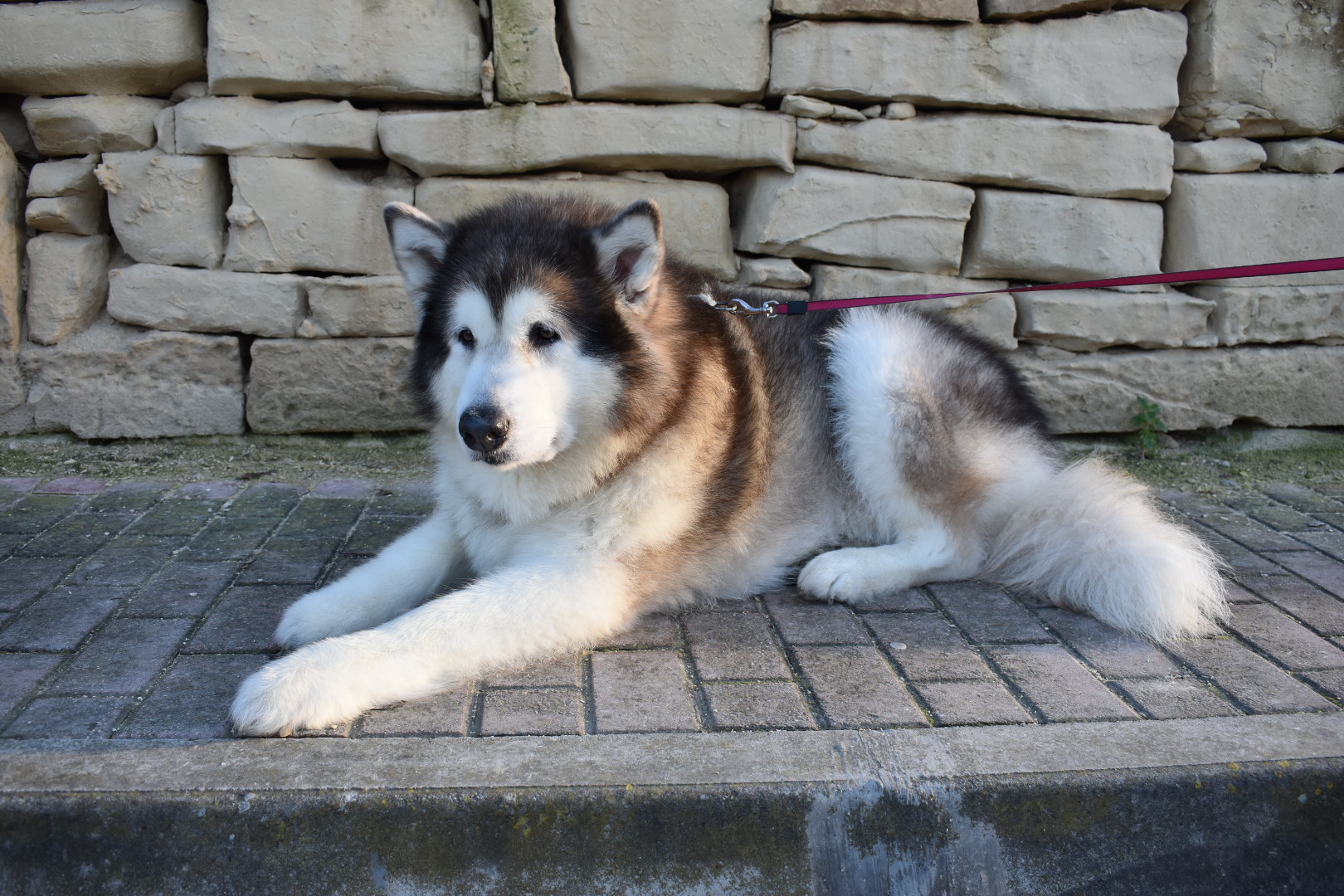
Le mâle (sur la photo) est plus grand que la femelle.

Les Malamutes d'Alaska sont encore utilisés comme chiens de traîneau pour les déplacements personnels, le transport de marchandises ou pour aider à déplacer des objets légers ; certains, cependant, sont utilisés pour la poursuite récréative de la luge, également connue sous le nom de mushing, ainsi que pour le skijoring, le bikejoring, le carting, et le canicross. Cependant, la plupart des Malamutes d'aujourd'hui sont gardés comme animaux de compagnie ou comme chiens de show ou de performance en weight pulling, en dog agility, ou en portage. Les Malamutes, comme d'autres races du Nord et de traîneau, peuvent avoir un fort instinct de chasse, en raison de leurs origines et de leur élevage. Cela peut signifier que dans certains cas, ils poursuivront de petits animaux, y compris d'autres canidés, ainsi que des lapins, des écureuils et des chats. Bien que les Malamutes soient, en règle générale, particulièrement amicaux avec les gens et peuvent être dressés pour tolérer les petits animaux de compagnie, il est nécessaire de rester vigilant avec eux autour des petits animaux et des jeunes enfants.
Les Malamutes sont très affectueux envers les gens, une caractéristique qui en fait des chiens de famille particulièrement recherchés, mais des chiens de garde peu fiables car ils n'ont pas tendance à aboyer. Les Malamutes sont agiles autour des meubles et des petits objets, ce qui en fait des chiens de maison idéaux, à condition qu'ils passent beaucoup de temps à l'extérieur pour répondre à leurs importants besoins en exercice. Les Malamutes d'Alaska participent également souvent à des programmes de thérapie par l'animal, comme la visite de patients dans les hôpitaux, en raison de leur nature douce. S'ils sont des chiens d'extérieur toute l'année, les laisser jouer dans une petite piscine remplie d'eau froide en été les garde au frais. En hiver, ils préfèrent la neige.
Les Malamutes sont généralement des chiens calmes, qui aboient rarement. Lorsqu'un Malamute vocalise, il semble souvent "parler" en produisant un son "woo woo". Un chien Spitz d'apparence similaire, le Siberian Husky, est beaucoup plus vocal,.

## Santé

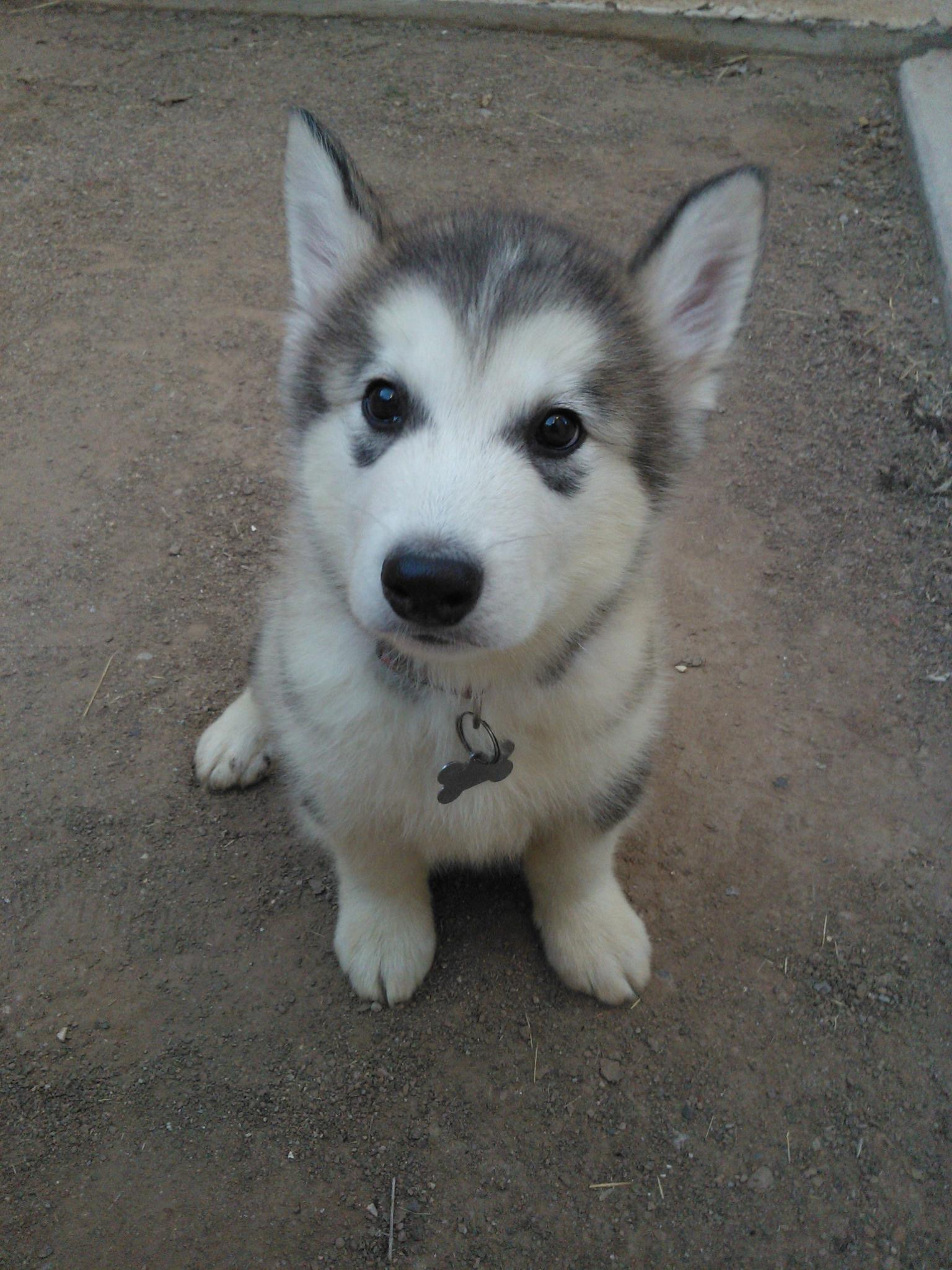
Chiot Malamute d'Alaska gris clair et blanc – âgé de deux mois.

Il n'existe qu'une seule enquête de santé connue sur les Malamutes d'Alaska, une enquête du UK Kennel Club de 2004 avec un échantillon de seulement 14 chiens. L'espérance de vie médiane de 10,7 ans mesurée dans cette enquête est typique d'une race de leur taille ; cependant, cette étude avait un échantillon trop petit pour être considérée comme fiable, et de nombreuses preuves anecdotiques suggèrent qu'ils ont en moyenne l'une des plus longues espérances de vie des grands chiens, jusqu'à 15 ans. La principale cause de décès était le cancer (36%),.
Les problèmes de santé les plus couramment signalés chez les Malamutes d'Alaska, dans l'enquête du UK Kennel Club de 2004 (basée sur un échantillon de 64 chiens), étaient musculosquelettiques (dysplasie de la hanche), et les cataractes héréditaires. Il existe d'autres problèmes de santé dans la race, dont les origines sont inconnues, notamment les troubles convulsifs, observés chez les jeunes chiots comme chez les adultes, l'épilepsie, les problèmes cardiaques congénitaux, les problèmes rénaux et les troubles cutanés,,.
D'autres problèmes de santé chez les Malamutes incluent la dysplasie du coude, la polyneuropathie héréditaire chez les chiens et les chats, l'ostéochondrodysplasie, l'hypoplasie cérébelleuse chez les animaux non humains, les malformations cardiaques et les problèmes oculaires (en particulier la cataracte et l'atrophie rétinienne progressive),. Un problème croissant parmi les races de chiens arctiques, y compris le Malamute d'Alaska, mais surtout leur cousin, le Samoyède, est le diabète canin, dont l'apparition survient généralement à l'âge moyen (5 à 7 ans).
Un autre problème de santé chez les Malamutes est la carence en zinc. Cette race ne peut pas facilement absorber le zinc, et des infections, ainsi que des problèmes de peau et de pelage peuvent survenir,.
Les troubles de la thyroïde sont les problèmes hormonaux les plus courants chez les chiens, et l'hypothyroïdie est courante chez les Malamutes,,.